# آيات شيطانية
آيات شيطانية (بالإنجليزية: The Satanic Verses)‏ هي رواية من تأليف الكاتب البريطاني من أصل هندي سلمان رشدي. صدرت في لندن بتاريخ 26 سبتمبر عام 1988 بعد 9 أيام من إصدار هذا الكتاب تلقى دار النشر الذي طبع الكتاب الآلاف من رسائل التهديد والاتصالات التلفونية المطالبة بسحب الكتاب من دور بيع الكتب. قامت بنغلاديش والسودان وجنوب أفريقيا وكينيا وسريلانكا وتايلاند وجمهورية تنزانيا المتحدة وإندونيسيا وفنزويلا وسنغافورة بمنع الكتاب وخرجت مظاهرات تنديد بالكتاب في إسلام آباد ولندن وطهران وبومبي ودكا وإسطنبول والخرطوم ونيويورك. حصلت خلال عمليات الاحتجاج هذه حادثتين لفتتا أنظار العالم وهي حادثة حرق أعداد كبيرة من الكتاب في برادفورد في المملكة المتحدة في 14 يناير 1989 والحادثة الثانية هي صدور فتوى من الخميني في 14 فبراير 1989 بإباحة دم سلمان رشدي وهاتان الحادثتان لفتتا نظر وسائل الإعلام الغربية بشدة.

## الحبكة
آيات شيطانية هو عبارة عن قصة مكونة من تسعة فصول.
عندما تقرأها تكاد تظن أن كل فصل هو قصة منفصلة.
الشخصيتان الرئيسيتان في الرواية هما صلاح الدين جمجة وهو هندي عاش منذ شبابه في المملكة المتحدة وحاول أن ينسجم مع المجتمع الغربي ويتنكر لأصوله الهندية، وجبريل فرشته وهو ممثل هندي متخصص بالأفلام الدينية حيث يمثل أدوار آلهة هندوسية، وقد فقد إيمانه بالدين بعد إصابته بمرض خطير حيث لم تنفعه دعواته شيئاً للشفاء. في بداية الرواية حيث يجلس الاثنان على مقعدين متجاورين في الطائرة المسافرة من بومبي إلى لندن ولكن الطائرة تتفجر وتسقط نتيجة عمل تخريبي من قبل جماعات متطرفة وأثناء سقوط هذين الشخصين تحصل تغييرات في هيئتهما فيتحول صلاح الدين جمجة إلى مخلوق شبيه بالشيطان وجبرائيل فرشته إلى مخلوق شبيه بالملاك.
يعاني جبريل فرشتة من رؤيا شبيهة بالأحلام الواقعية السحرية تدور حول أحداث في فترة ظهور الإسلام في الجزيرة العربية وأخرى حول أحداث معاصرة، وفي هذه الأحلام التسميات تختلف عن المعروف من التاريخ، حيث تسمى مدينة مكة بالجاهلية، وهي مدينة مبنية من الرمال، ويشار إلى محمد رسول الإسلام باسم مهاوند، وهو الهيئة التي وصل اسمه بها وشاع في أوروبا في العصور الوسطى.

## ردود الفعل على الرواية
تلقت الرواية أساساً ردود نقدية إيجابية إجمالاً، حيث اعتبرها مثلاً الناقد هارولد بلوم «أكبر إنجاز جمالي عند رشدي»، واعتبرها تيموتي برينون «أكثر الروايات المنشورة حتى الآن طموحاً في وصف تجربة المهاجرين في بريطانيا»، وتلتقط بدقة حالة الضياع الشبيه بالأحلام التي يمر بها المهاجرون، ويراها «بالدرجة الأولى دراسة لعزلة الغربة».

### مواطن الجدل في الرواية
كتاب سلمان رشدي سبب له في البداية أزمة كبيرة في العالم الإسلامي خصوصاً بسبب ما تضمنه الكتاب مما اعتبرته أطياف واسعة من العالم الإسلامي خاصة إيران، والهند مسقط رأس المؤلف، إساءة للإسلام سواء عبر كلام فيه تجديف في المقدسات، تهجم على الأديان، أو إساءة إستغلال حرية التعبير.

### ردود الفعل العالمية
صدرت فتوى هدر دم من روح الله الخميني بحق سلمان رشدي وكل مترجمي كتبه ولا تزال هذه الفتوى متواصلة لليوم.
أتت ردة فعل أولية من الإعلام الغربي متعاطفة مع المؤلف تعتبر أن «التهديدات تجاهه هي تهديد لحرية التعبير». كما اندرجت الأزمة المحيطة بالكتاب في سياق انزعاج أوروبي عام أواخر الثمانينات من تصاعد نسق المهاجرين الآسيويين والأفارقة إليها.
ظهرت مواقف مضادة للكاتب وعمله في ساحة السياسة في بريطانيا من الطيفين اليميني واليساري، فقد قام كيث فاز مرشح حزب العمال ابان فوزه في 1989 بمسيرة تندد بالكتاب وتطالب بمنعه لكونه «يتجاوز حرية التعبير ليدخل في اهانة مقدسات ثقافات الآخرين». أما رئيس حزب المحافظين السابق نورمان تيبيت فقد قال عنه أنه «شرير طالب شهرة» و«حياته العامة سلسلة من الفضائح والتصرفات النزقة المشينة يهين فيها تربيته، دينه، وطنه الثاني وجنسيته».
و في سبتمبر 2012 قال سلمان رشدي في مقابلة صحفية مع BBC أنه يشك في أن رواية مثل «الآيات الشيطانية» كان من الممكن أن تُنشر في الحاضر بسبب جو «الخوف والعصبية» السائد في العالم اليوم.

### آراء كتاب عرب ومسلمين
كتب المنصف المرزوقي، المفكر التونسي في جريدة لوموند الفرنسية في 25 فبراير 1989، مقالاً بعنوان «قضية رشدي باسم الله؟» دافع فيه عن «حق سلمان رشدي في كتابة ما كتبه» معتبراً ذلك أمراً عادياً «يندرج في حرية التعبير»، واستنكر ردة فعل العالم الإسلامي والخميني تجاهه معتبراً أن «كراهية سلمان رشدي لا تمثل الإسلام»
في المقابل نشر أحمد ديدات كتاب «شيطانية الآيات الشيطانية وكيف خدع سلمان رشدي الغرب» الذي أتى فيه على الكثير من عناصر الإساءة للأديان وبحث الكاتب عن السبق.

## وصلات خارجية
- آيات شيطانية على موقع الموسوعة البريطانية (الإنجليزية)